# Cryptolepis obtusa
Cryptolepis obtusa är en oleanderväxtart som beskrevs av Nicholas Edward Brown. Cryptolepis obtusa ingår i släktet Cryptolepis och familjen oleanderväxter. Inga underarter finns listade i Catalogue of Life.